# Ardisia divergens
Ardisia divergens är en viveväxtart som beskrevs av William Roxburgh. Ardisia divergens ingår i släktet Ardisia och familjen viveväxter. Inga underarter finns listade i Catalogue of Life.